# Do Not Disturb (Smokepurpp)
Do Not Disturb è un singolo del rapper statunitense Smokepurpp pubblicato il 28 marzo 2018.

## Tracce
1. Do Not Disturb – 2:37